# Louis Gabriel Taboureau des Réaux
Louis Gabriel Taboureau des Réaux (Paris, 20 de outubro de 1718 — Paris 31 de maio de 1782) foi um estadista francês.
Nascido em uma família burguesa de Touraine, elevada à nobreza em 1713, Louis Gabriel Taboureau des Réaux foi mestre de petições e, depois, intendente geral de Hainaut e Cambrésis, de 11 de novembro de 1764 a 1765.
Era um conservador por princípio e por temperamento, um personagem relativamente apagado, mas cercado de estima e consideração geral, e que, sem dúvida, por estes motivos, foi escolhido para exercer as funções de controlador e geral das finanças, de 21 de outubro de 1776 a 29 de junho de 1777, enquanto que Jacques Necker – que não pode ser nomeado controlador geral porque era protestante -  dirigia efetivamente o departamento, com o título de diretor geral do tesouro.